# Leopold Gerard Louis van der Kun
Leopold Gerard Louis van der Kun (Roermond, 7 mei 1892 - Voorburg, 17 augustus 1962) was een Nederlands marineofficier. Tijdens de Tweede Wereldoorlog was hij Nederlands regeringsvertegenwoordiger bij de Combined Chiefs of Staff in Washington.

## Levensloop
Leopold van der Kun werd in Roermond geboren als zoon van Jacobus Elizeus Johannes Maria van der Kun (1853-1920) en Sophie Eugenie Pauline Raphael Storms (1867-1951). Hij overleed op 70-jarige leeftijd in Voorburg en werd bijgezet in de familiegrafkelder op de begraafplaats van de Sint-Bonifatiuskerk in Rijswijk.

## De Hr.Ms. K XIII
Van der Kun werd in 1924 benoemd tot commandant van de dan nog in aanbouw zijnde Hr. Ms. KXIII, een Nederlandse onderzeeboot van de K XI-klasse. Onder zijn commando maakte deze onderzeeboot in 1926 een wereldreis van historische betekenis. Tijdens de tocht van Den Helder naar Soerabaja deed professor Vening Meinesz een deel van zijn befaamde zwaartekrachtproeven. Speciaal hiervoor werd van de gebruikelijke route afgeweken. Zo ging de reis niet via het Suezkanaal maar via het Panamakanaal, San Francisco en de Stille Oceaan. Nooit eerder legde een onderzeeboot zoveel zeemijlen (23.500) ongekonvooieerd af. 
Ter herinnering aan de reis werd de Draagpenning van de Rijkscommissie voor Graadmeting verleend. Over de tocht verscheen later ook het boek "Met Hr.Ms. KXIII naar Nederlands-Indië" van C. van der Linden en M.S. Wytema.

## Tweede Wereldoorlog
Vanaf 15 mei 1944 was Van der Kun Nederlands regeringsvertegenwoordiger bij de Combined Chiefs of Staff in Washington, de hoogste militaire staf van de Verenigde Staten en Groot-Brittannië tijdens de Tweede Wereldoorlog.

## Onderscheidingen
- Officier in de Orde van Oranje-Nassau met de Zwaarden
- Drager van de De Ruyter-medaille
- Commandeur tweede klasse in de Orde van Wasa
- Honorary Commander in de Order of the British Empire
- Onderscheidingsteken voor Langdurige Dienst als Officier met het cijfer XXX
- Mobilisatiekruis 1914-1918
- Commander Legion of Merit
- Commandeur tweede klasse der Orde van Wasa